# مجموعة تدوير
مجموعة تدوير هي شركة متخصصة في خدمات إدارة النفايات وإعادة التدوير، ومقرها أبوظبي. عُرفت في البداية باسم شركة أبوظبي لإدارة النفايات (تدوير)، وتم تغيير علامتها التجارية بعد استحواذ شركة أبوظبي التنموية القابضة (ADQ) عليها في عام 2022.    

## تاريخ المجموعة
تأسست شركة تدوير في عام 2008، مع التركيز على إدارة النفايات.   وبحلول عام 2011، تم فرض رسوم على منتجي النفايات، واستثمرت الشركة 6.6 مليار درهم إماراتي في إعادة التدوير. في عام 2012، أصبحت شركة مسجلة كمقدم خدمات بيئية . في عام 2014، استضافت تدوير حدث إيكو ويست لأول مرة والذي أصبح فيما بعد حدثًا سنويًا.   استحوذت شركة أبوظبي التنموية القابضة على تدوير في عام 2022، تلا ذلك إعادة تسمية العلامة التجارية إلى مجموعة تدوير في عام 2024.   
في عام 2020، نفذت الشركة برنامج التعقيم الوطني. وفي عام 2024 أيضًا، استحوذت مجموعة تدوير على شركة إنفيروسيرف، وهي مركز معالجة متخصص في إعادة تدوير النفايات الإلكترونية ، مما أدى إلى توسيع عملياتها إلى منطقة الشرق الأوسط وأفريقيا والقوقاز.  
في عام 2023، أطلقت تدوير ووزارة التغير المناخي والبيئة مبادرة إزالة الكربون العالمية "Waste to Zero". 
في عام 2024، دخلت الشركة مع شركة مياه وكهرباء الإمارات في شراكة مع اتحاد ياباني يضم شركة ماروبيني ، وهيتاشي زوسين إينوفا إيه جي (HZI)، ومؤسسة اليابان للاستثمار في البنية التحتية الخارجية للنقل والتطوير الحضري (JOIN) لتطوير منشأة متقدمة لتحويل النفايات إلى طاقة في أبو ظبي بسعة معالجة سنوية تبلغ 900 ألف طن من النفايات. 
وفي 2024 وزعت  مجموعة تدوير 25 جهازاً  في مواقع استراتيجية من أبوظبي، ومن ضمنها وزارة المالية، حديقة أم الإمارات، ومطار زايد الدولي، وجامعة الإمارات وغيرها،وذلك لاستعادة المواد القابلة لإعادة التدوير  مثل  القوارير البلاستيكية وعلب المشروبات المصنوعة من الألمنيوم،وتم اعتماد نظام المكافآت لتحفيز أفراد المجتمع على المشاركة في إعادة التدوير وكسب نقاط المكافآت، وذلك بهدف  تحويل النفايات عن مدافن النفايات وتعزيز الاقتصاد الدائري، وتشجيع إعادة التدوير وتقليل النفايات، والوصول إلى  تحويل 80% من النفايات من مكبات النفايات بحلول 2030.
وفي عام 2024 أيضًا، بدأت في تطوير منشأة لاستعادة المواد لاستعادة المواد القابلة لإعادة التدوير القيمة من النفايات الصلبة البلدية. 
وفي نوفمبر 2024 وقعت مجموعة  تدوير، مذكرة تفاهم لاستخدام الوقود البديل والمواد الخام في تصنيع مواد بناء مستدامة مع مجموعة "إمستيل"وذلك بهدف الاستفادة مما تنتجه مجموعة تدوير من الوقود المستخلص من النفايات ومخلفات البناء والهدم كمواد أولية للتصنيع في مصانع مجموعة "إمستيل" مثل مصنع أسمنت العين ومصنع طابوق الإمارات.
مجموعة تدوير هي جزء من محفظة الطاقة والمرافق التابعة ل شركة أبوظبي التنموية القابضة (ADQ). ويركز على تطوير ممارسات إدارة النفايات المستدامة. بالإضافة إلى عملياتها في أبو ظبي، تتعاون مجموعة تدوير مع المنظمات في مجال إدارة النفايات في جميع أنحاء العالم.   

## الملاحظات والمراجع
1. ↑  "Tadweer Group is committed to unlocking the value of waste in the UAE & beyond". www.wasterecyclingmag.com (بالإنجليزية). Archived from the original on 2024-08-28. Retrieved 2024-08-28.
2. ↑  Birch, Kate (9 Feb 2024). "UAE's Tadweer Group: Turning Waste into Valuable Resources". sustainabilitymag.com (بالإنجليزية). Archived from the original on 2024-08-28. Retrieved 2024-08-28.
3. ↑  "Tadweer Group launches new corporate identity and renewed strategy". www.mediaoffice.abudhabi (بالإنجليزية). Archived from the original on 2024-08-28. Retrieved 2024-08-28.
4. ↑  "The Economist Intelligence Unit. Towards Zero: Rethinking Recycling in Saudi Arabia and The UAE" (PDF). impact.economist.com. 16 مارس 2021. مؤرشف من الأصل (PDF) في 2024-08-28. اطلع عليه بتاريخ 2024-08-28.
5. ↑  "Solar-powered waste recycling facility in Abu Dhabi will lower carbon footprint". gulfnews.com (بالإنجليزية). 7 Sep 2020. Archived from the original on 2024-08-28. Retrieved 2024-08-28.
6. ↑  Sebugwaawo, Ismail. "350kwph solar power added to Abu Dhabi's Al Dhafra recycling facility". Khaleej Times (بالإنجليزية). Retrieved 2024-08-28.
7. ↑  "Tadweer, EcoWASTE To Address Role Of Waste Management In Circular Economy - MEP Middle East" (بالإنجليزية الأمريكية). 13 Jan 2021. Archived from the original on 2024-08-28. Retrieved 2024-08-28.
8. ↑  "Tadweer Gears Up to Host 7th Edition of EcoWASTE - Utilities Middle East" (بالإنجليزية الأمريكية). 17 Dec 2019. Archived from the original on 2024-08-28. Retrieved 2024-08-28.
9. ↑  "Tadweer Group is committed to unlocking the value of waste in the UAE & beyond". www.wasterecyclingmag.com (بالإنجليزية). Archived from the original on 2024-08-28. Retrieved 2024-08-28.
10. ↑  Birch, Kate (9 Feb 2024). "UAE's Tadweer Group: Turning Waste into Valuable Resources". sustainabilitymag.com (بالإنجليزية). Archived from the original on 2024-08-28. Retrieved 2024-08-28.
11. ↑  "Tadweer transferred to ADQ's portfolio". Khaleej Times (بالإنجليزية). Archived from the original on 2024-08-28. Retrieved 2024-08-28.
12. ↑  Salian, Neesha (23 May 2024). "Tadweer Group, DUBAL acquire e-waste specialist Enviroserve" (بالإنجليزية الأمريكية). Archived from the original on 2024-08-28. Retrieved 2024-08-28.
13. ↑  Muzoriwa, Kudakwashe (4 Jul 2024). "Tadweer launches subsidiaries to advance waste management" (بالإنجليزية الأمريكية). Archived from the original on 2024-08-28. Retrieved 2024-08-28.
14. ↑  "Ministry of Climate Change and Environment and Tadweer (Abu Dhabi Waste Management Company) launch Waste to Zero global decarbonisation initiative". www.mediaoffice.abudhabi (بالإنجليزية). Archived from the original on 2024-08-28. Retrieved 2024-08-28.
15. ↑  "مجموعة تدوير تطلق هُويتها المؤسَّسية ورؤيتها الاستراتيجية الجديدة". www.mediaoffice.abudhabi. اطلع عليه بتاريخ 2024-11-30.
16. ↑  "Emirates Water and Electricity Company and Tadweer Group partner with Japanese consortium on world's most advanced waste-to-energy facility in Abu Dhabi". www.mediaoffice.abudhabi (بالإنجليزية). Archived from the original on 2024-08-28. Retrieved 2024-08-28.
17. ↑  للأخبار, مركز الاتحاد (21 Jul 2024). "25 جهازاً لاستعادة المواد القابلة لإعادة التدوير في أبوظبي". مركز الاتحاد للأخبار (بar-AR). Retrieved 2024-11-30.{{استشهاد ويب}}:  صيانة الاستشهاد: لغة غير مدعومة (link)
18. ↑  "Tadweer to build 1.3m-tonne Material Recovery Facility" (بالإنجليزية الأمريكية). 14 May 2024. Archived from the original on 2024-08-28. Retrieved 2024-08-28.
19. ↑  البيان. "مجموعة تدوير تسهم في تصنيع مواد بناء مستدامة". www.albayan.ae. اطلع عليه بتاريخ 2024-11-30.
20. ↑  "مذكرة تفاهم بين "تدوير" و"إمستيل" لاستخدام الوقود البديل". وكالة أنباء الإمارات.
21. ↑  "Emirates Water and Electricity Company and Tadweer Group partner with Japanese consortium on world's most advanced waste-to-energy facility in Abu Dhabi". www.mediaoffice.abudhabi (بالإنجليزية). Archived from the original on 2024-08-28. Retrieved 2024-08-28.
22. ↑  "Эмиратская Tadweer поможет с управлением отходами в Узбекистане". Газета.uz (بالروسية). Archived from the original on 2024-08-28. Retrieved 2024-08-28.
23. ↑  "Президент Узбекистана принял главу компании "Tadweer"". yuz.uz (بru-RU). Archived from the original on 2024-08-28. Retrieved 2024-08-28.{{استشهاد ويب}}:  صيانة الاستشهاد: لغة غير مدعومة (link)

## وصلات خارجية
- الموقع الرسمي للمجموعة